# NGC 1683
NGC 1683 este o galaxie spirală situată în constelația Orion. A fost descoperită în ianuarie 1850 de către William Parsons, 3rd Earl of Rosse⁠(d). Se află la o distanță de 53,69 de megaparseci de Pământ.